# Bob Staak
Robert John Staak, detto Bob (Darien, 22 dicembre 1947), è un ex cestista e allenatore di pallacanestro statunitense, professionista nella NBA.